# Lebensretter
Lebensretter ist eine Sendung des MDR. Erstausstrahlung war am 16. Januar 2014. In der Sendung werden Unfälle und Rettungseinsätze nacherzählt, die sich tatsächlich (im Mitteldeutschen Raum und in der DDR) ereignet haben, u. a. der Eisenbahnunfall von Elsterwerda 1997 und das Unglück des Binnenschiffes „Heimatland“ 1951 in der DDR.

## Geschichte

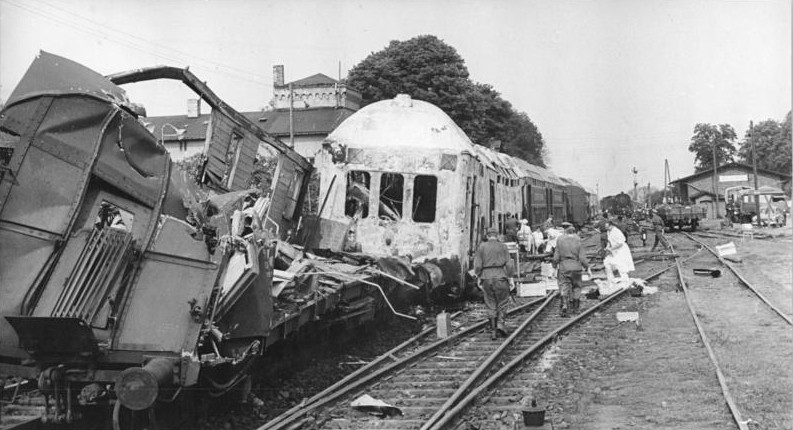
Zugunglück bei Langenweddingen am 6. Juli 1967

Vorbild von Lebensretter ist die von 1992 bis 2006 von Hans Meiser moderierte Sendung „Notruf“ auf RTL. Für die Herstellung von Lebensretter ist Saxonia Entertainment verantwortlich. Moderiert wurde die Sendung anfangs von Marco Schreyl; im Januar 2015 wurde er von Sven Voss ersetzt.
Für die Filmszenen werden Original- und Archivaufnahmen verwendet und es wird an Originalschauplätzen nachgedreht.

## Folgen

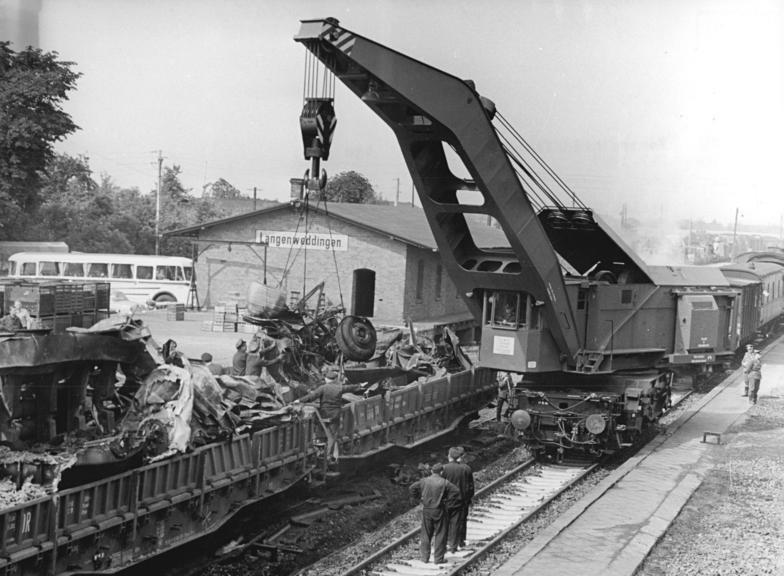
Aufräumungsarbeiten nach dem Zugunglück am 6. Juli 1967

| Folge | Sendedatum         | Themen |
| ----- | ------------------ | --- |
| 1     | 16. Januar 2014    | brennender Pkw auf der B 100 in der Dübener Heide; Löscharbeiten der Feuerwehr in Apolda |
| 2     | 23. Januar 2014    | |
| 3     | 30. Januar 2014    | |
| 4     | 6. Februar 2014    | |
| 5     | 13. Februar 2014   | |
| 6     | 20. Februar 2014   | Zusammenstoß zweier PKW auf einer Landstraße, Alleinhelfer Jan Härtel muss reagieren |
| 7     | 27. Februar 2014   | Haushaltsunfall mit heißem Fett; Skiunfall auf einer Schanze; Eignungsprüfung für Bergretter bei der Bergwacht |
| 8     | 6. März 2014       | Propeller zerfleischt die Hand eines Fluglehrers |
| 9     | 13. März 2014      | Motocrossunfall; Herzinfarkt-Symptome bei Frauen; Angehende Fließwasserretter proben den Ernstfall |
| 10    | 20. März 2014      | Arbeitsunfall bei Burg Ranis in Thüringen, Sturz eines Technikers vom Turm einer Mobilfunkanlage |
| 11    | 27. März 2014      | Explosion eines Transporters in Markranstädt |
| 12    | 3. April 2014      | Sturz aus 12 Meter Höhe, Stange durchbohrt Handwerker; PKW-Unfall: 3-Jähriger vor Erstickungstod gerettet; Stammzellen: Oma findet rettenden Spender für kleine Nele |
| 13    | 10. April 2014     | PKW-Auffahrunfall; Zusammenstoß einer Straßenbahn und eines Pkw in Leipzig; Katastropheneinsatz der Feuerwehr in Böhlen |
| 14    | 24. April 2014     | Sportunfall im Harz: Mountain-Biker bei Bergabfahrt verunglückt; Auto rutscht unter LKW, Lebensgefahr für den Fahrer; Herzstillstand im Supermarkt: Frau wird zur Ersthelferin |
| 15    | 8. Mai 2014        | Kletterdrama: Vater stürzt vor den Augen seiner Kinder acht Meter in die Tiefe; Baumunfall: Thüringer Forstarbeiter muss aus Steilhang geborgen werden; Zuckerschock: Rentnerin liegt vier Tage hilflos in ihrer Wohnung                                                                                                   |
| 16    | 15. Mai 2014       | Rettungsübung an der Talsperre Malter |
| 17    | 22. Mai 2014       | Bootsunglück auf der Unstrut: Kapitän der „Fröhlichen Dörte“ rettet vier Menschen das Leben; ICE-Katastrophe: 500 Statisten und Einsatzkräfte stellen den Ernstfall nach; Übungen des Instituts für Brand- und Katastrophenschutz in Heyrothsberge                                                                         |
| 18    | 5. Juni 2014       | Explosion eines Mehrfamilienhauses; Motorradunfall: Wachkomapatient findet zurück ins Leben; Massenpanik im Fußball-Stadion: Mehr als 1.000 Statisten und 200 Retter proben Evakuierung |
| 19    | 3. Juli 2014       | Berichte der Schiffsärztin von medizinischen Einsätzen auf der „MS Völkerfreundschaft“ |
| 20    | 10. Juli 2014      | Explosion 1968 im Chemiekombinat Bitterfeld; Braunkohlebagger in Borna gerät ins Rutschen; Arbeitsunfall im Tagebau Jänschwalde |
| 21    | 17. Juli 2014      | Unfall eines Agrarfliegers; Rennunfall am 12. Juli 1987 auf dem Sachsenring |
| 22    | 24. Juli 2014      | Fenstersturz: Wie eine Nachbarin Leben rettet; Leukämie: Patientin lernt nach zwei Jahren ihren Lebensretter kennen; Autounfall: Ein Hobbyfotograf koordiniert bei Unwetter Rettung |
| 23    | 31. Juli 2014      | Ausflugsdampfer: ein Kapitän wird zum Retter; Rennsteiglauf: am Ziel wird ein Familienvater vermisst; Burgbesteigung: plötzlich müssen die Höhenretter helfen |
| 24    | 7. August 2014     | Feuerwerk: wenn das beliebte Himmelsspektakel in einer Katastrophe endet; Feuershow in Chemnitz; Schaulustige fotografieren nach einem schweren Unfall; Feuerwerk in Eilenburg; Kollege wird zum Lebensretter; 750-Jahr-Feier in Berlin: Thüringer baut das Riesenfeuerwerk auf                                            |
| 25    | 14. August 2014    | Blitzeinschlag am 14. August 1967 in einem Waffenlager der sowjetischen Armee in Dannenwalde |
| 26    | 21. August 2014    | Zugunglück bei Langenweddingen am 6. Juli 1967; „Karola-Express“ stößt im Herbst 1972 mit einem D-Zug zusammen; Rettungsübung: Deutsche Bahn trainiert nach dem schweren Unfall von Eschede 1998 die Bergung von Unfallopfern aus verunglückten ICEs                                                                       |
| 27    | 28. August 2014    | Rettungsaktion nach Schlangenbiss in einer Schlangenfarm im Harz (wurde auch bei „Notruf“ auf RTL gezeigt) |
| 28    | 4. September 2014  | Flugzeugabsturz einer TU 134 am 1. September 1975 am Leipziger Flughafen |
| 29    | 11. September 2014 | Monstersturm am 13. November 1972; Drama von Micheln: Erste Hilfe nach dem Tornado; Gefahren nach dem Sturm für Forstarbeit |
| 30    | 18. September 2014 | Hochwasser 1974 des Flüsschens Seege in der Nähe von Wittenberge |
| 31    | 25. September 2014 | Attentat auf Innenminister Sachsen-Anhalts, Manfred Püchel, am 11. November 1995 |
| 32    | 16. Oktober 2014   | Im Mai 2012 verschwindet ein 82-jähriger Elektrorollstuhlfahrer aus Mihla im Wartburgkreis: Rettungshundestaffel Marlishausen kommt zum Einsatz; Bellen vor dem Zuckerschock: Labradorhündin wacht über das Wohl einer 10-jährigen Diabetikerin; Absturz im Training: Rettungshund muss aus tiefem Schacht geborgen werden |
| 33    | 23. Oktober 2014   | Bahnunglück Januar 1988 mit einem Panzer der Sowjetarmee |
| 34    | 30. Oktober 2014   | Schneekatastrophe zum Jahreswechsel 1978/79: Notversorgung der Menschen auf der Insel Rügen |
| 35    | 6. November 2014   | ein Drehtag bei den „Bergrettern“ |
| 36    | 13. November 2014  | Weesenstein 2002: Hochwasser der Müglitz, eine der spektakulärsten Rettungen im Jahrhunderthochwasser |
| 37    | 20. November 2014  | Dresdner Bombeninferno 13. Februar 1945: Zeitzeugen; Magdeburg City wird evakuiert: Bombenentschärfung unter Lebensgefahr; Gefahr am Strand: Entzündlicher Bomben-Phosphor ähnelt Bernstein |
| 38    | 27. November 2014  | 2. Weihnachtsfeiertag 2004: Seebeben im Indischen Ozean, 10 Jahre danach erzählt eine Zeitzeugin |
| 39    | 4. Dezember 2014   | Feuer auf Ausflugsdampfer am 5. Juli 1951 in Berlin auf der Spree; Nach Zuckerschock: Fünfjähriger rettet seiner Mutter das Leben; Sturz im Treppenhaus: Schulsanitäter proben den Ernstfall |
| 40    | 11. Dezember 2014  | Brand 2007 auf einem historischen Weihnachtsmarkt im Dresdner Residenzschloss; sieben Jahre später erfolgt ein Sicherheitscheck mit erneuten Gefahrenquellen |
| 41    | 8. Januar 2015     | Schneekatastrophe am 28. Dezember 1978: 78-stündiger Schneesturm legt den Norden der DDR lahm |
| 42    | 15. Januar 2015    | Absturz einer MIG 21 in einen Wohnblock, Pilot und fünf Bewohner starben |
| 43    | 22. Januar 2015    | Januar 2007 zog Orkan „Kyrill“ durch Europa, dadurch 13 Tote in Deutschland |
| 44    | 29. Januar 2015    | Kabelbrand im Wismut-Schacht Niederschlema löst 1955 eine Katastrophe aus, bei der 33 Menschen starben |
| 45    | 5. Februar 2015    | Kameraden der Freiwilligen Feuerwehr Neukirchen erzählen von ihren schwierigsten Einsätzen – darunter ein Zugunglück mit Dutzenden Toten und der mehrere Tage andauernde Großbrand einer Faserfabrik |
| 46    | 12. Februar 2015   | Zeitzeugen erinnern sich an die Dresdner Bombennacht im Februar 1945 |
| 47    | 19. Februar 2015   | Am 22. Dezember 1939 ereignet sich in Genthin eine Eisenbahnkatastrophe eines völlig überfüllten Schnellzuges, der mit über 100 km/h ungebremst auf einen ebenfalls voll besetzten D-Zug zusammenprallt. Hunderte Menschen sterben.                                                                                        |
| 48    | 26. Februar 2015   | Am 4. Juli 1978 explodiert eine Pipeline am Rande der Stadt Seyda (Erzgebirge). Erdgas – direkt von der Drushba-Trasse. Feuerwehren am Unglücksort müssen nach Verschütteten suchen. |
| 49    | 5. März 2015       | Bei einem Spaziergang am Kreidefelsen von Kap Arkona verunglückt Weihnachten 2011 eine Frau mit ihren beiden Töchtern. Die Mutter und die 14 Jahre alte Tochter können sich selbst befreien, die Zehnjährige wird von über 100 Rettern gesucht.                                                                            |
| 50    | 12. März 2015      | Busunglück am 19. Juli 2014 bei Dresden, als der Bus mit 63 Fahrgästen einen Abhang hinab stürzt. Elf Menschen sterben. |
| 51    | 12. März 2015      | Feuerkatastrophe im Herbst 1971 zum UEFA-Pokal-Spiel des HFC in Eindhoven/Niederlande im Hotel „Silbernes Seepferdchen“ |
| 52    | 19. März 2015      | Flugzeugabsturz in den französischen Alpen, bei dem alle 150 Menschen an Bord sterben; Unfall am 12. Dezember 1986 beim Landeanflug einer Aeroflot-Maschine auf Schönefeld |
| 53    | 16. April 2015     | Explosionen in der Brikettfabrik in Knappenrode 1978 |
| 54    | 23. April 2015     | Massenkarambolage am 19. Oktober 1990 auf der A 9 durch eine Nebelbank. Es kommt zu einer der schwersten Massenkarambolagen in Deutschland. Über 120 Menschen werden schwer verletzt, 10 sterben. |
| 55    | 7. Mai 2015        | Brand am 8. Oktober 1992 im „Haus der heiteren Muse“ in Leipzig |
| 56    | 21. Mai 2015       | Tornado am Pfingstmontag 2010: Im Ortsteil Walda-Kleinthiemig in Großenhain werden 80 Prozent aller Dächer abgedeckt. Im Juni 1980 wütet ein Tornado auf dem Zeltplatz am Altenberger See bei Eisenach, wo 6 Menschen zu Tode kommen.                                                                                      |
| 57    | 28. Mai 2015       | Hochwasser am 7. August 2010, Flutwelle in Görlitz und Zittau |
| 58    | 25. Juni 2015      | Auf der Fahrt von Berlin nach Paris verunglückt ein Schnellzug im Sommer 1976; 1981 verunglückt auf derselben Strecke ein Interzonenzug, wo 14 Reisende sterben. |
| 59    | 2. Juli 2015       | Feuerwalze überrollt Weißwasser am 22. Mai 1992. Sie ist acht Kilometer lang und wird vom immer wieder auffrischenden Wind vorangetrieben. „Das ist kein Horrorfilm, das ist Realität“, kommentieren Hobbyfilmer das Geschehen. Teile der Stadt werden evakuiert.                                                          |
| 60    | 9. Juli 2015       | Propangasunglück auf einem Zeltplatz im Frühjahr 2007 am Hölzernen See in Brandenburg |
| 61    | 16. Juli 2015      | Busunglück im Juni 2007 auf der A 14 bei Könnern (Sachsen-Anhalt), 13 Menschen sterben |
| 62    | 23. Juli 2015      | Unwetter am 5. Juli 1999: Starkregen macht aus kleinen Bächen rasende Fluten. Es folgt eine Sturzflut. Sie verwandelt Häuser in Ruinen. Überflutete Straßen schwellen zu reißenden Flüssen an. |
| 63    | 3. September 2015  | Chronologie des Unwetters vom 11. September 2011 |
| 64    | 10. September 2015 | Massenpanik in einer Disco im November 1977 in Steina |
| 65    | 17. September 2015 | Verheerende Unwetter in Mitteldeutschland: ein Feuerwehrmann kommt ums Leben |
| 66    | 24. September 2015 | Republikflucht von Erhard Schelter und Volker Hameister 1974 auf dem Seeweg |
| 67    | 15. Oktober 2015   | Flugunfälle in der DDR: Absturz Il-62 der Interflug 1972 bei Königs Wusterhausen; Aeroflot-Unfall 1986; Il-62-Unfall 1989 in Berlin-Schönefeld, als die Maschine über die Startbahn hinausschießt und in Flammen aufgeht                                                                                                   |
| 68    | 22. Oktober 2015   | Orkan „Yra“ forderte im November 1984 in der DDR einen Toten und 59 Verletzte |
| 69    | 29. Oktober 2015   | Massenkarambolage auf der A 38: Bilder der Sturmnacht vom Brocken |
| 70    | 5. November 2015   | S.O.S. vor Rügen: 55 Menschen sterben bei Fährunglück der polnischen Fähre „Jan Heweliusz“ am 14. Januar 1993. Retter und Überlebende schildern ihre Erlebnisse. |
| 71    | 12. November 2015  | Fahrer eines in Brand geratenen Tanklasters wird zum Helden, als er seinen LKW von der Unfallstelle weg fährt und damit Leben rettet. Die Feuerwehr braucht über drei Stunden, um alles zu löschen. |
| 72    | 19. November 2015  | Katastrophenwinter 1978/79 auf Rügen: Rettung für die Inselbewohner durch Marineflieger; Weihnachten 2014: Brand, gefrorenes Löschwasser erschwert der Feuerwehr die Arbeit gegen einen Brand in der Altstadt von Apolda                                                                                                   |
| 73    | 26. November 2015  | Silvester 1989 am Brandenburger Tor: Hunderte Partygäste klettern auf das Gerüst einer Videowand, das daraufhin zusammenbricht, 200 Menschen werden verletzt, ein junger Mann stirbt. |
| 74    | 17. Dezember 2015  | |
| 75    | 7. Januar 2016     | Absturz eines Sportflugzeuges über Zahna bei Wittenberg im Herbst 2010 |
| 76    | 14. Januar 2016    | Winter 2006: Eishalle in Bad Reichenhall stürzt durch Scheelast ein, 15 Menschen sterben; Einsturz einer belebten Messehalle in Katowice durch Schneelast |
| 77    | 21. Januar 2016    | Wohnhausbrand in Sonneberg |
| 78    | 28. Januar 2016    | Lebensmüder Passagier versucht Maschine zum Absturz zu bringen |
| 79    | 4. Februar 2016    | Explosion am 20. November 1997 am Bahnhof von Elsterwerda: ein mit 1,2 Millionen Litern beladener Güterzug entgleist, mehrere Kesselwagen explodieren, 2 Menschen sterben |
| 80    | 11. Februar 2016   | Rekordstau auf der A 9 am 8. und 9. Dezember 2010 durch Blitzeis |
| 81    | 18. Februar 2016   | Mit dem Kettenfahrzeug zur Entbindung: NVA rettet Schwangere aus Schneesturm; Wintersturm „Niklas“: Baum begräbt junge Familie unter sich; Winterhochwasser im thüringischen Kirchhasel |
| 82    | 21. April 2016     | Der Wirbelsturm von Bützow – Ein F-3-Tornado verwüstet eine Kleinstadt; schweres Unwetter entwurzelt mehr als 1.000 Bäume bei Halle |
| 83    | 28. April 2016     | Amoklauf am Gutenberg-Gymnasium |
| 84    | 12. Mai 2016       | Republikflucht durch Sprung von der „MS Völkerfreundschaft“; „Bäderzug“ aus Zittau stößt mit Güterzug zusammen; Tornado über einem Zeltplatz am Altenberger See 1980 |
| 85    | 19. Mai 2016       | Brückeneinsturz von Zeulenroda 1973; Explosion in der Brikettfabrik in Knappenrode; das Ende von Düsenflugzeug „152“ |
| 86    | 26. Mai 2016       | Der „vergessene“ Tornado von Bad Liebenwerda 1979; Wirbelsturm von Quirla 2006 |
| 87    | 2. Juni 2016       | 250-Kilo-Bombe detoniert unter einer Straße; Massen-Evakuierung: 17.000 Magdeburger müssen innerhalb weniger Stunden ihre Wohnungen verlassen |
| 88    | 9. Juni 2016       | Bahnunglück von Trebbin: Warum der sowjetische Militärzug wirklich entgleiste; Katastrophe am Leipziger Hauptbahnhof durch eine fehlerhafte Weiche |
| 89    | 25. August 2016    | Geiselnahme 1972 im Olympiadorf: DDR-Sportler berichten über den Anschlag in München; Fußballfan aus Gotha berichtet von der Terrornacht vom November 2015 in Paris; Explosion im Zieleinlauf: Berliner Marathonläufer überlebt den Bombenanschlag                                                                         |
| 90    | 1. September 2016  | Schlammlawine in Meißen; Evakuierung in Oberlausitz bei Hochwasser; Sturzflut im Erzgebirge |
| 91    | 8. September 2016  | Zwei Betroffene sprechen über ihre Rettung von einem Kreuzfahrtschiff; Passagierschiff im Mittelmeer in Seenot |
| 92    | 15. September 2016 | Großbrand auf dem Campingplatz; 150 Kinder in Gefahr, als ein Orkan auf ein Ferienlager trifft; Unglück mit NVA-Schwimmpanzer |
| 93    | 22. September 2016 | Güterzug rammt bei Lauchhammer vollbesetzten Linienbus; Riskante Rettung nach Zugunglück: Hundestaffel sucht nach verschüttetem Bahnmitarbeiter |
| 94    | 29. September 2016 | Sturmtief über dem Erzgebirge; Unwetter fordert 42 Verletzte beim Motorrad Grand Prix; Orkan gefährdet Zeltplatz an der Koberbachtalsperre |
| 95    | 6. Oktober 2016    | LKW-Brand im Tunnel an der A 4; LKW kracht in Meiningen in ein Autohaus; 30.000 Liter Sprit in Flammen: Tanklaster gerät während der Fahrt in Brand |
| 96    | 13. Oktober 2016   | Großbrand in der Leipziger Wollkämmerei: Freigesetzte Blausäure lässt Vögel tot vom Himmel fallen; Pipeline-Explosion im mittelsächsischen Sayda |
| 97    | 12. Januar 2017    | Sturmtief „Kyrill“ – zehn Jahre danach; zehn Millionen Euro Schaden durch lokalen Tornado in Wittenberg; Suche nach Vermisstem bei Hauseinsturz in Großrodensleben |
| 98    | 19. Januar 2017    | |
| 99    | 26. Januar 2017    | |
| 100   | 2. Februar 2017    | |
| 101   | 9. Februar 2017    | |
| 102   | 16. Februar 2017   | |
| 103   | 23. Februar 2017   | |
| 104   | 2. März 2017       | |
| 105   | 27. April 2017     | Sturm am 7. Juli 2015 über Halle mit Hagel und Sturmböen mit bis zu 200 km/h, Rekonstruktion der Sturmnacht aus der Sicht von Betroffenen |
| 106   | 4. Mai 2017        | Einsatz für Rettungshund „Rusty“ beim Unglück 1995 am Roten Turm in Jena |
| 107   | 11. Mai 2017       | Umgestürzter Anhänger setzt am 10. September 1985 hochtoxisches Ammoniak frei, 400 Erfurter müssen zeitweilig ihre Wohnungen verlassen; Flammenmeer in Schönebeck: Güterzug mit Chemikalien entgleist |
| 108   | 18. Mai 2017       | Karfreitagsunglück bei der Reichsbahn: Fehler des Fahrdienstleiters löst am 9. April 1993 eine Katastrophe aus, es gibt Tote und zahlreiche Verletzte; Sturmalarm im Landkreis Meißen mit Vollbrand im Autobahn-Tunnel bei Niederseifersdorf                                                                               |
| 109   | 1. Juni 2017       | Explosion im Klubhaus Friedensweiler: Rotarmist läuft 1982 in Magdeburg Amok, tötet dabei vier Sowjetsoldaten. |
| 110   | 8. Juni 2017       | |
| 111   | 15. Juni 2017      | |
| 112   | 10. August 2017    | Unwetter 2011 Salzlandkreis, Mansfeld-Südharz und A 14 |
| 113   | 17. August 2017    | Busunglück am 30. Oktober 2015 auf der A 4 bei Erfurt |
| 114   | 24. August 2017    | Zugunglück am 11. Oktober 1985 bei Wefensleben |
| 115   | 31. August 2017    | Tornado in den Ortschaften Micheln und Trebbichau bei Köthen |
| 116   | 7. September 2017  | Explosion eines Hochofens in der Karbidproduktion des Buna-Werkes bei Halle am 9. Februar 1990: 5 Arbeiter verlieren ihr Leben |
| 117   | 14. September 2017 | Am 27. Juni 1985 legt ein enttäuschter Kunde einen Brand in der Jugendmode des Centrum Warenhauses am Anger in Erfurt. |
| 118   | 21. September 2017 | Flucht von Roland Schreyer mit seiner Familie 1988 in die BRD durch Entwässerungsröhren |
| 119   | 11. Januar 2018    | 23. Dezember 2010: Tiefdruckgebiet „Scarlett“ verursacht Massenunfall von 50 Autos auf der A 9; Brand in einem Hotel in Weißenfels |
| 120   | 18. Januar 2018    | Dezember 2002: Explosion eines Mehrfamilienhauses in der Stephanus-Straße in Halle |
| 121   | 25. Januar 2018    | Straftaten sowjetischer Soldaten in der DDR; Entführung einer vierköpfigen Familie am 25. Juni 1990 |
| 122   | 1. Februar 2018    | Flucht von DDR-Sportler Wolfgang Thüne in die Bundesrepublik |
| 123   | 8. Februar 2018    | |
| 124   | 15. Februar 2018   | Dezember 2002: Explosion eines Mehrfamilienhauses in der Stephanus-Straße in Halle (Wdhl.?) |
| 125   | 22. Februar 2018   | 22. Februar 1982: schwere Explosion in einer Kolonne der Gasreinigungsanlage im „VEB Gaskombinat Schwarze Pumpe“. Große Teile der Anlage sind zerstört oder stehen in Flammen, umherfliegende Metall- und Glassplitter verletzen dutzende Arbeiter, einen davon tödlich.                                                   |
| 126   | 1. März 2018       | Zeitzeugen und Feuerwehr-Historiker berichten von den Bombenangriffen auf Magdeburg und Nordhausen |
| 127   | 26. April 2018     | Unwetterereignisse zwischen Querfurt und Stadtroda im Mai 2017: starke Überschwemmungen und Schlammlawinen in Sachsen-Anhalts und Thüringens Norden |
| 128   | 3. Mai 2018        | 1983: schweres Unglück mit sechs Toten beim Zusammenstoß einer Elektrolokomotive mit einem Linienbus |
| 129   | 17. Mai 2018       | Völkershausen am 13. März 1989: Sprengung im Kalischacht Merkers, die ein Erdbeben der Stärke 5,6 auslöst; 80 % der Häuser im Ort werden schwer geschädigt |
| 130   | 24. Mai 2018       | |
| 131   | 31. Mai 2018       | Die Juni-Flut – fünf Jahre danach: Als Mitteldeutschland erneut im Hochwasser versank |
| 132   | 7. Juni 2018       | Explosion im Chemiekombinat Bitterfeld 1968 |
| 133   | 14. Juni 2018      | September 1981: Gefängnisausbruch von 4 Häftlingen mit Geiselnahme in Frankfurt (Oder) |
| 134   | 12. Juli 2018      | |
| 135   | 19. Juli 2018      | |
| 136   | 26. Juli 2018      | |
| 137   | 2. August 2018     | |
| 138   | 13. August 2018    | |
| 139   | 20. August 2018    | |
| 140   | 27. August 2018    | |
| 141   | 4. Oktober 2018    | |
| 142   | 11. Oktober 2018   | |
| 143   | 18. Oktober 2018   | |
| 144   | 25. Oktober 2018   | |
| 145   | 10. Januar 2019    | Auswirkungen von Orkan „Friederike“ – Augenzeugen berichten ein Jahr danach |
| 146   | 17. Januar 2019    | Tödlicher Unfall auf dem Sachsenring 1977; Massenkarambolage bei der „Ost-Formel 1“ kann 1987 in letzter Sekunde verhindert werden |
| 147   | 24. Januar 2019    | Wohnhausexplosion in Bad Schmiedeberg 2000; Einsturz bei Sanierung des Roten Turm in Jena 1995 |
| 148   | 31. Januar 2019    | Zugunglück in Horka im Dezember 1988: beim Zusammenstoß mit einem anderen Zug sterben 5 Menschen; Unfall mit einem Interzonenzug 1984: ein Zug nach Saarbrücken überfährt ein Haltesignal und stößt mit einer DDR-Regionalbahn zusammen                                                                                    |
| 149   | 7. Februar 2019    | Schießerei Unter den Linden: am 18. Juni 1978 desertiert ein bewaffneter Sowjetsoldat; in der Nähe von Magdeburg nimmt am 25. Juni 1990 ein ebenfalls desertierter sowjetischer Soldat eine Familie in deren Auto als Geiseln                                                                                              |
| 150   | 14. Februar 2019   | Glatteis-Unfall am 24. Januar 2014: Lkw gerät ins Schleudern und kracht in ein Einfamilienhaus; Im Oktober 2015 verliert in Meiningen der Fahrer eines Lkw die Kontrolle über sein Fahrzeug und fährt in ein Autohaus. |
| 151   | 21. Februar 2019   | Explosion im Rathaus in Dresden; Feuer im Centrum-Warenhaus Erfurt, Großbrand am Morgen des 26. Juni 1985 |
| 152   | 28. Februar 2019   | Zugunglück 1964 im mecklenburgischen Langhagen mit 44 Toten, Helfer und Überlebende berichten |
| 153   | 25. April 2019     | Dammbruch am 10. August 1981 in Thüringen |
| 154   | 2. Mai 2019        | Zugunglück am 1. Juni 1996 bei Schönebeck: Explosion mehrerer Kesselwagen, Augenzeugen berichten |
| 155   | 9. Mai 2019        | Heizkessel-Explosion am 19. November 1980 im VEB Haushaltchemie in Gößnitz; Explosion in der Extraktionsanlage des Riesaer Ölwerkes am 5. Februar 1979 |
| 156   | 16. Mai 2019       | Bombenfund am 19. Mai 2017 in Dresden |
| 157   | 23. Mai 2019       | Unwetter am 19. Mai 2017 |
| 158   | 8. August 2019     | Hochwasserkatastrophe im Selketal am 13. April 1994, große Auswirkung in Alexisbad, Ermsleben, Straßberg (Harzgerode) und Gatersleben |
| 159   | 15. August 2019    | Zwei schwere Unfälle bei Schleiz |
| 160   | 22. August 2019    | Harzer Schmalspurbahn auf den Brocken: Zugunglück am 21. August 1994; Lauchhammer 8. April 1986 – Güterzug erfasst den Linienbus |
| 161   | 29. August 2019    | Flucht aus der DDR am 25. Juli 1971 in Kühlungsborn |
| 162   | 5. September 2019  | tödliche Konfrontation an der innerdeutschen Grenze bei Wiesenfeld (Geisa) am 14. August 1962 |
| 163   | 12. September 2019 | Gas-Explosion eines Reihenhauses in der Magdeburger Straße 74 in Schönebeck am 28. Mai 2017; Explosion in der Stephanusstraße am 21. Dezember 2002 in Halle/Saale |
| 164   | 19. September 2019 | Sturmtief „Fabienne“ am 23. September 2018, Superzelle über dem Örtchen Neuragoczy am 7. Juli 2015 |
| 165   | 26. September 2019 | Brückenunglücke: 3. März 2010 Saale-Elster-Talbrücke; 13. August 1973, die im Bau befindliche Brücke über den geplanten Stausee in Zeulenroda stürzt ein |
| 166   | 10. Oktober 2019   | Unwetter im Nordosten Mallorcas |
| 167   | 17. Oktober 2019   | Massenkarambolagen auf Thüringer Autobahnen: 28. April 2019 A 71 bei Suhl; 28. April 2019 A 71 bei Sömmerda; 29. April 2019 A 4 bei Gera |
| 168   | 24. Oktober 2019   | Wefensleben: Bahndrama 1985. |
| 169   | 9. Januar 2020     | Schnee und Eis im Katastrophenwinter 1978/79, Probleme im Kernkraftwerk Lubmin |
| 170   | 16. Januar 2020    | 24. Januar 1973 Gasexplosion in Wolfener Plattenbau; 4. August 1998 Wohnhaus-Explosion in der Berliner Lepsiusstraße |
| 171   | 23. Januar 2020    | 29. Januar 2011: Zugunglück bei Hordorf (Oschersleben) |
| 172   | 30. Januar 2020    | Zwei Fluchtgeschichten aus der DDR der 70er Jahre: 1977 mit einem Schlauchboot über die Ostsee; Gescheiterter Fluchtversuch einer Arzt-Familie aus Boltenhagen 1975 |
| 173   | 6. Februar 2020    | Am 6. Dezember 1984 kommt es zu einem Anschlag, dem acht der DDR-Entwicklungshelfer in Äthiopien zum Opfer fallen. |
| 174   | 13. Februar 2020   | Jahrestag 13. Februar 1945: Alliierten-Bombenangriffen auf Dresden, Zeitzeugen (damals noch Kinder) berichten |
| 175   | 20. Februar 2020   | gefährliche Hochwasserlage 1994 in Sachsen-Anhalt und Thüringen, Überschwemmung in Bischleben und Molsdorf |
| 176   | 2. April 2020      | gefährliche Hochwasserlage 1994 in Sachsen-Anhalt und Thüringen, gefährliche Situationen in Unterweißbach und Bad Berka |
| 177   | 16. April 2020     | Corona-Virus in Deutschland, wie die Helfer damit umgehen, wie die Bevölkerung darauf reagiert: „Kochen für Helden“ |
| 178   | 23. April 2020     | Vietnamkrieg 1972: Helfer auf DDR-Schiffen als „Schutzschild“ gegen Bombenangriffe; Bürgerkrieg 1984 in Angola: Minenangriff auf DDR-Frachtschiff mit Solidaritätsgütern |
| 179   | 7. Mai 2020        | Helmut Kohl am 27. Mai 1988 in Erfurt, Weimar, Gotha, Dresden und Saalfeld. In der Folge des Kohlbesuches werden zahlreiche DDR-Bürger von der Bundesrepublik freigekauft. |
| 180   | 14. Mai 2020       | Busunglück am 3. Juli 2017 auf der A 9 nahe Münchberg, 200 Rettungskräfte von Feuerwehren, Polizei und Technischem Hilfswerk versuchen zu helfen |
| 181   | 9. Juli 2020       | Thema Sommerunwetter; Unwetter am 23. Mai 1950 in Bruchstedt bei Erfurt, das Dorf musste komplett neu aufgebaut werden; 24. Mai 1979 schwere Tornados in der Niederlausitz zerstören den Ort Prestewitz; Überschwemmung am 10. August 1981 in mehreren Orten westlich von Gera                                             |
| 182   | 16. Juli 2020      | Thema: Gefahr auf hoher See; Republikflucht am 14. April 1968 von der „MS Völkerfreundschaft“ der DDR, wetterbedingter Unfall am 2. März 2010 auf der „Louis Majesty“ im Mittelmeer, Kollision der Costa Concordia mit einem Felsen am 13. Januar 2012 vor der italienischen Insel Giglio.                                 |
| 183   | 23. Juli 2020      | Thema: Gefährliche Sommer-Hitze; Waldbrand im Chransdorfer Forst bei Großräschen am 8. Juli 1983, dabei ist auch ein Armeegelände betroffen; Erdgasbrand bei Mühlhausen am 25. Juli 1959; Zugunglück am 23. Juni 1976 des D-Zugs nach Paris                                                                                |
| 184   | 30. Juli 2020      | Thema: Zerstörerische Tornados; Tornado über Bützow; 7. Juli 2015 Tornado über Neuragoczy; 5. Juli 1999 Superzelle über Marienberg |
| 185   | 6. August 2020     | Thema: Explosionskatastrophen in der DDR; Explosion eines Tanklagers des VEB MINOL am 13. Juni 1970 in Magdeburg; Explosion einer Gasverdichterstation der Drushba-Trasse am 4. Juli 1978 in Seyda |
| 186   | 13. August 2020    | Überschwemmung am 25. Mai 2018 in Oelsnitz im Vogtland |
| 187   | 20. August 2020    | Zugunglück in der Genshagener Heide am 1. Novembers 1982, Erinnerung von Zeitzeugen |
| 188   | 27. August 2020    | Waldbrand auf dem ehemaligen Truppenübungsplatz Lübtheen am 30. Juni 2019, ein Gelände mit alter hochexplosiver Munition |
| 189   | 3. September 2020  | Brand durch Brandstiftung im Erfurter Centrum Warenhaus am 27. Juni 1985; Umstürzendes Baugerüst in der Bautzner Straße |
| 190   | 10. September 2020 | Thema: Medizinpioniere in der DDR; Oberarzt Felix Zintl rettet in der Uniklinik Jena in den 1970er-Jahren Kindern per erstmaligen Knochentransplantationen das Leben; |
| 191   | 17. September 2020 | Tornado über Mühlberg und Bauda 2010, Zeitzeugen berichten |
| 192   | 24. September 2020 | Massenkarambolagen auf der Autobahn A9 bei der Münchberger Senke am 19. Oktober 1990 und am 11. April 2003 |
| 193   | 1. Oktober 2020    | Republikflucht des 25-jährigen Kfz-Schlosser Bernd Bergmann in einem Bus am 20.12.1984 |
| 194   | 8. Oktober 2020    | Hochwasser in der Sächsische Schweiz am 7. August 2010 und in weiteren Tage an der gesamten Elbe |
| 195   | 15. Oktober 2020   | Brand an Bord des Minenräumschiffes „Karl-Marx-Stadt“ am 28. Januar 1973 |
| 196   | 7. Januar 2021     | Der Bombenangriff auf Chemnitz am 5. März 1945 |
| 197   | 21. Januar 2021    | Flucht im Ballon im März 1978 |
| 198   | 28. Januar 2021    | Hepatitis-Skandal in der DDR aufgrund einer Anti-D-Prophylaxe-Pflichtimpfung |
| 199   | 4. Februar 2021    | Zugunglück am 29. Februar 1984 Hohenthurm bei Halle, Zeitzeugen berichten |
| 200   | 11. Februar 2021   | Schneechaos im Winter 1978/1979: Bericht über Probleme im Kernkraftwerk Lubmin bei Greifswald |
| 201   | 17. Februar 2021   | Bombennacht von Dresden am 13. Februar 1945 |
| 202   | 1. Februar 2021    | Hausexplosion in Zerbst am 16. April 2012 |
|       |                    | |
| 207   | 20. Mai 2021       | Schiffsunglück „MS Böhlen“ |
| 208   | 27. Mai 2021       | Flugschau Eisenach |
| 209   | 19. Juni 2021      | Extra: Unglücke durch Extremwetter |
| 210   | 26. August 2021    | Grenzbrand |
| 211   | 2. September 2021  | Entwicklung und Einsatz von Herzschrittmachern in der DDR |
| 212   | 9. September 2021  | Gefahrgut-Unfall |
| 213   | 16. September 2021 | Zugunglück Eichgestell 1988 |
| 214   | 14. Juli 2022      | Waldbrand Fichtenheide 2018 |
| 215   | 30. September 2021 | Hochwasser 2002 |
| 216   | 7. Oktober 2021    | Busunglück Schmalkalden (2019) |
| 217   | 14. September 2021 | Bergsteigerunglücke |
| 218   | 21. Oktober 2021   | Flut 2010 |
| 219   | 6. Januar 2022     | Gasexplosion im Wohnhaus |
| 220   | 13. Januar 2022    | Kinderärzte in der DDR |
| 221   | 20. Januar 2022    | Rettungsaktion nach Reisebus-Unfall bei Schmalkalden |
| 222   | 3. Februar 2022    | Winter 1978/79: Menschen in Not (1) |
| 223   | 10. Februar 2022   | Winter 1978/79: Menschen in Not (2) |
| 224   | 24. März 2022      | Schiffsuntergang „Fiete Schulze“ 1967 |
| 225   | 31. März 2022      | Die schlimmsten Frühjahrsunwetter im Osten Deutschlands (1) |
| 226   | 7. April 2022      | Herztransplantationen in der DDR und heute |
| 227   | 21. April 2022     | Zugunglück Kleinfurra 1996 |
| 228   | 28. April 2022     | Die schlimmsten Frühjahrsunwetter im Osten Deutschlands (2) |
| 229   | 16. Juni 2022      | Harzhochwasser 2017 |
| 230   | 25. August 2022    | Güterzug-Zusammenstoß im Südharz 2011 |
| 231   | 1. September 2022  | Schiffsunglücke |
| 232   | 8. September 2022  | Gasexplosionen in Privathäusern |
| 233   | 1. Januar 2023     | Sturm Friederike |
| 234   | 26. Januar 2023    | Explosion bei Minol |
| 235   | 2. Februar 2023    | Wohnhausbrand Mühlhausen 2018 |
| 236   | 16. März 2023      | Medizinpioniere – Künstliche Niere in der DDR |
| 237   | 23. März 2023      | Schiffsunglück „Willi Bänsch“ |
| 238   | 30. März 2023      | Flut in Thüringen 1994 |
| 239   | 15. Juni 2023      | Hochwasser 2013 |
| 240   | 22. Juni 2023      | Waldbrand 2022 in Brandenburg |
| 241   | 6. Juli 2023       | Waldbrand 2022 in der Sächsischen Schweiz |
| 242   | 24. August 2023    | Vulkanausbruch La Palma |
| 243   | 31. August 2023    | Brand Vierseitenhof (Thüringen) |
| 244   | 04. April 2024     | Gasexplosion Blankenburg |
| 245   | 27. Juni 2024      | Waldbrände auf Rhodos |
| 246   | 29. August 2024    | Explosion in DDR Industrie-Betrieb |
| 247   | 05. September 2024 | Rennunfälle auf dem Sachsenring |
| 248   | 19. September 2024 | Flixbus-Unfall auf der A9 bei Leipzig 2024 |
| 249   | 28. November 2024  | Untergang der MS Magdeburg auf der Themse |